# Donje Dubrave
Donje Dubrave är en ort i Kroatien.   Den ligger i länet Karlovacs län, i den centrala delen av landet, 70 km sydväst om huvudstaden Zagreb. Donje Dubrave ligger 210 meter över havet och antalet invånare är 195.
Terrängen runt Donje Dubrave är platt åt nordost, men åt sydväst är den kuperad. Runt Donje Dubrave är det ganska tätbefolkat, med 185 invånare per kvadratkilometer. Närmaste större samhälle är Ogulin, 12,1 km sydväst om Donje Dubrave. I omgivningarna runt Donje Dubrave växer i huvudsak lövfällande lövskog.